# Partido de la Sierra en Tobalina
Partido de la Sierra en Tobalina là một đô thị trong tỉnh Burgos, Castile và León, Tây Ban Nha. Theo điều tra dân số 2004 (INE), đô thị này có dân số là 68 người.